# Leponogi postavnež
Leponogi postavnež ali Leponogi goban (znanstveno ime Caloboletus calopus) je neužitna gliva iz rodu postavnežov.

## Značilnosti
Leponogi postavnež ima v mladosti izbočen, kasneje blazinasto zaobljen klobuk, ki je sprva svetlo olivno rjav, pri starejših primerkih pa postane svetlo sivo rjav. Klobuk gobe doseže premer do 15 cm.  
Spodnja stran klobuka je pri mladih gobah svetlo rumene barve, kasneje pa postane olivno rjave barve. Na dotik se gosto posejane, ozke cevke obarvajo modro.
Meso gobe je rumenkasto belo in grenkega, redko pa tudi milega okusa, na prerezanih mestih močno pomodri.
Bet je čvrst in kijasto oblikovan, pri nekaterih primerkih lahko tudi rahlo trebušast. Spodnji del je vinsko rdeče barve, zgornji del pa je rumen in ima mrežast vzorec.

### Podobne vrste
- rdečebetni polstenec (Xerocomellus chrysenteron) ima rdeč bet, a brez mrežice.
- vražji rubinovec (Rubroboletus satanas) ima rdečo trosovnico.
- grenki postavnež (Caloboletus radicans) ima ravno tako rumeno trosovnico, a nima rdečih odtenkov na betu.
- žolčasti grenivec (Tylopilus felleus) ima belo trosovnico in rožnat trosni prah.

### Mikroskopske značilnosti
Trosni prah je olivno rjav. Trosi so veliki 10–15 x 5–6 µm.

## Razširjenost in življenjski prostor
Leponogi postavnež raste v iglastih in mešanih gozdovih, zlasti v višjih legah. V Sloveniji ni pogosta gobja vrsta. 

## Uporabnost
Zaradi močno grenkega okusa ni užiten, večje količine zaužitih gob pa povzročajo želodčne in črevesne težave.

## Galerija slik
- Skupina leponogih postavnežev
- Trosi
- Bazidiji